# Christian Pedersen (remero)
Christian Pedersen (16 de junio de 1982) es un deportista danés que compitió en remo. Ganó dos medallas en el Campeonato Mundial de Remo, en los años 2009 y 2011.

## Palmarés internacional
| Campeonato Mundial | Campeonato Mundial | Campeonato Mundial | Campeonato Mundial        |
| Año                | Lugar              | Medalla            | Prueba                    |
| ------------------ | ------------------ | ------------------ | ------------------------- |
| 2009               | Poznań (Polonia)   | Medalla de plata   | Cuatro sin timonel ligero |
| 2011               | Bled (Eslovenia)   | Medalla de bronce  | Ocho con timonel ligero   |